# Bergyanszk
Bergyanszk (ukránul: Бердя́нськ, oroszul: Бердя́нск, 1939–1958 között Oszipenko) kikötőváros a délkelet-ukrajnai Zaporizzsjai területen. A Bergyanszki járás és Bergyanszk község székhelye. A Fekete-tengerhez tartozó Azovi-tenger északi partvidékén, a Bergyanszki-öböl partján fekszik. Népessége a 2021-es becslés alapján közel 108 ezer fő. A város 2022. február 28-tól orosz katonai megszállás alatt áll.

## Történelem
Bergyanszk egy 1673 körül alapított apró településből nőtt ki, amelyet az azovi és zaporizzsjai kozákok építettek.
Az 1820-as években a város helye még mindig csak a halászok kis települése volt néhány kunyhóval. Csak 1835-re épült meg az állami tulajdonú kikötő. 1841-ben városi rangot kapott és rövidesen virágzó település lett, számos külföldi cég irodájával és élénk nemzetközi kereskedelemmel.

### 21. század
A 2022-es orosz invázió kezdetén, február 27-én az orosz erők bevonultak a városba és 28-ára lényegében elfoglalták.

## Gazdaság
A város üdülő- és gyógyüdülőhely. Főbb gazdasági ágazatai közé tartozik a gépészet, a kőolajfeldolgozás, az élelmiszeripar és a halászat.
A városban található Ukrajna két Azovi-tengeri kikötőjének egyike, a Bergyanszki kereskedelmi tengeri kikötő.

## Népesség
| Lakosok száma | 95 000 | 117 000 | 134 600 | 132 000 | 135 000 | 114 205 | 113 139 | 110 455 | 107 928 | 106 311 |
|               | 1969   | 1976    | 1988    | 1993    | 1996    | 2016    | 2017    | 2019    | 2021    | 2022    |

## Közlekedés

### Légi
- Bergyanszki repülőtér